# Friedrich von Blankenburg
Friedrich Dionys Ludwig von Blankenburg (* 12. Januar 1786 in Stargard in Pommern; † 22. Januar 1850 in Neustadt-Eberswalde) war ein preußischer Generalleutnant.

## Leben

### Herkunft
Friedrich war der Sohn von Karl Otto von Blankenburg (* 1731; † 21. April 1801) und dessen Ehefrau Dorothea Rahel, geborene Olsen. Der Vater war Kapitän a. D., zuletzt im Infanterieregiment „von Bevern“ sowie Herr auf Schwarzow.

### Militärlaufbahn
Blankenburg kam im Jahr 1796 als Pensionär in das Kadettenhaus nach Stolp. Am 1. Mai 1798 wurde er als Gefreitenkorporal im Infanterieregiment „von Pirch“ der Preußischen Armee angestellt und avancierte bis Mai 1805 zum Sekondeleutnant. Im Vierten Koalitionskrieg kämpfte er in der Schlacht bei Auerstedt sowie bei Nordhausen, Prenzlau, Gülkow, Treptow an der Rega, Wollin, Stargard, und Naugard. Bei der Verteidigung von Kolberg konnte Blankenburg sich mehrfach bewähren. Unter seinen Kommando gelang es einem Trupp aus 40 Mann Infanterie und Kavallerie, einen feindlichen Posten in der Gegend des Salinentorfmoores zu vertreiben und mehrere Gegenangriffe abzuwehren. Dafür wurde ihm am 8. April 1807 der Orden Pour le Mérite verliehen.
Nach dem Frieden von Tilsit wurde Blankenburg am 22. Mai 1808 Premierleutnant beim Schillschen Korps. Auf Schills Zug kämpfte er 1809 in den Gefechten bei Dodendorf sowie Dammgarten und wurde bei Stralsund am 25. Mai 1809 schwer verwundet. Daraufhin erhielt Blankenburg am 7. August 1810 seinen Abschied.
Am 26. Februar 1812 wurde er dem 1. Leib-Husaren-Regiment aggregiert und am 3. März 1812 zum Stabsrittmeister befördert. Als solcher nahm Blankenburg 1812 an der Seite Frankreichs während des Russlandfeldzug am Gefecht bei Ragnit teil. Für sein Wirken bei Tilsit erhielt er das Kreuz der Ehrenlegion. Am 4. Oktober 1813 stieg Blankenburg zum Rittmeister und Eskadronchef auf.
Während der Befreiungskriege wurde ihm für das Gefecht um Halle das Eiserne Kreuz II. Klasse verliehen. Blankenburg kämpfte bei Torgau, Luckau, Wittenberg, erwarb bei Delfzijl (23. März 1814) den Orden des Heiligen Wladimir IV. Klasse und nahm an den Schlachten bei Dennewitz und Leipzig teil. In der Zeit wurde er am 21. Februar 1814 zum Major ohne Patent befördert und zum Kommandeur des 1. Pommerschen Landwehr-Kavallerie-Regiments ernannt. Am 7. Juli 1814 bekam er dann das Patent als Major. Er kämpfte dann bei Conde, Soissons, Compiegne, La Fere, St. Denis sowie den Schlachten bei Laon und Belle Alliance, wo er sich das Eiserne Kreuz I. Klasse erwarb.
Am 6. März 1816 wurde Blankenburg zunächst dem 6. und einen Monat später dem 10. Husaren-Regiment aggregiert. Als Oberstleutnant beauftragte man ihn am 18. Juni 1825 mit der Führung des 4. Dragoner-Regiments. Drei Monate später folgte seine Ernennung zum Regimentskommandeur. In dieser Stellung wurde Blankenburg am 30. März 1829 zum Oberst befördert und am 30. März 1835 als Kommandeur der 9. Kavallerie-Brigade nach Glogau versetzt. Er erhielt am 9. September 1835 die Schleife zum Roten Adlerorden III. Klasse und Ende des Monats den Orden des Heiligen Wladimir III. Klasse. Am 30. März 1836 wurde er zum Generalmajor befördert. Unter Verleihung des Charakters als Generalleutnant wurde Blankenburg am 31. Januar 1840 mit der gesetzlichen Pension der Abschied gewährt. Er starb am 22. Januar 1850 in Neustadt-Eberswalde.
Im Jahr 1829 schrieb der General von Borstell in seiner Beurteilung: „Moralisch und dienstlicher, ein vorzüglicher Regimentskommandeur der leichten Kavallerie, schlau, besonnen und entschlossen, ist er auch für ein höheres Verhältnis im Kriege wohl geeignet. Seine Gesundheit ist leider in der Abnahme. Sehr empfehlenswert.“

### Familie
Blankenburg heiratete am 19. Februar 1815 in Fürstenwalde/Spree Henriette Juliane Wilhelmine Gruß (* 18. Dezember 1793; † 26. Juli 1886), die Tochter des Kaufmanns Karl Friedrich Wilhelm Gruß. Das Paar hatte keine eigenen Kinder, daher adoptierte es Gustav Dionysius Friedrich (* 12. Juni 1821; † 17. Dezember 1869). Dieser trat in das 3. Husaren-Regiment ein und erhielt am 10. Dezember 1846 die Erlaubnis, sich „von Blankenburg“ nennen zu dürfen. Er starb 1869 als Rittmeister a. D.